# Linta
De Linta is een rivier in Madagaskar. De rivier is 173 km lang en gelegen in de zuidwestelijke regio Atsimo-Andrefana. 

## Verloop
De Linta ontspringt op de zuidelijke rotsachtige heuvels nabij de stad Fotadrevo op een hoogte van 520 meter. 
Vanuit de bron stroomt de rivier naar het zuidwesten, vervolgens komt de rivier uit nabij Ejada waar de belangrijkste zijrivieren de Manakaralahy en Manakaravavy samenvloeien naar de Linta welke droog staan tijdens de droge tijd van juli tot november.
Vanaf Ejada gaat de rivier naar het zanderige plateau Mahafali, waar sprake is van een zeer breed stroomgebied, dat bijna volledig opdroogt in de droge tijd, van april tot december. Vervolgens mondt de rivier nabij Androka uit in de Indische Oceaan.